# 79117 Brydonejack
79117 Brydonejack è un asteroide della fascia principale. Scoperto nel 1988, presenta un'orbita caratterizzata da un semiasse maggiore pari a 2,2435604 UA e da un'eccentricità di 0,2535888, inclinata di 3,37997° rispetto all'eclittica.